# Coupe de France 2011/12
De Coupe de France 2011/12 was de 95e editie van dit voetbalbekertoernooi en stond open voor alle bij de Franse voetbalbond (FFF) aangesloten clubs, inclusief voor clubs uit de Franse overzeese departementen. Er namen dit seizoen 7.422 teams deel (27 minder dan de recorddeelname uit het vorige seizoen).
Het bekertoernooi omvatte 14 ronden, waarvan de eerste zes in regionaal verband. De clubs van de CFA 2 begonnen op 18 september in de derde ronde aan het toernooi, de clubs van de CFA 1 op 2 oktober in de vierde ronde, en de clubs van de Championnat National op 16 oktober in de vijfde ronde. De clubs van de Ligue 2 stroomden in de zevende ronde in, evenals zeven bekerwinnaars van zeven overzeese gebiedsdelen. Vanaf de negende ronde namen de 20 clubs van de Ligue 1 deel aan het toernooi.
Titelverdediger was Lille OSC dat in de finale van 2011 met 1-0 won van de titelverdediger Paris Saint-Germain. Op zaterdag 28 april 2012 speelden Olympique Lyon (voor de achtste keer finalist) en US Quevilly (na 1927 voor de tweede keer finalist) de finale in het Stade de France in Saint-Denis. Olympique Lyon won, na 1964, 1967, 1973 en 2008, voor de vijfde keer in de clubhistorie het bekertoernooi. Tevens kwalificeerde de club zich voor de UEFA Europa League 2012/13.

## Uitslagen

### Zevende ronde
In deze ronde stroomden de clubs van de Ligue 2 alsmede de zeven bekerwinnaars van de overzeese gebiedsdelen in. De wedstrijden werden op 19 en 20 november gespeeld.
| Thuisclub                      | Uitslag      | Uitclub                              |
| ------------------------------ | ------------ | ------------------------------------ |
| AFC Compiègne                  | 9-0          | FC Gaïtcha (Nieuw-Caledonië)         |
| US Raon L'Etape                | 6-0          | ASC Abeilles Mtsamboro (Mayotte)     |
| FC Beaune                      | 4-0          | FC Saverne                           |
| FC Vitré                       | 4-0          | US Matoury (Frans-Guyana)            |
| FC Metz                        | 4-1          | AS Beauvais                          |
| JA Drancy                      | 3-0          | SA Sézanne                           |
| US Gravelines                  | 3-0          | AL Deville Maromme                   |
| Arras Football                 | 3-1          | AS Saint-Dizier-Marnaval             |
| FC Trélissac                   | 3-1          | SC Balma                             |
| CA Pontarlier                  | 3-1          | Amiens SC                            |
| FC Versailles                  | 3-1          | SO Romorantin                        |
| US Ivry                        | 4-2          | CS Belimois Le Lamentin (Martinique) |
| FC Sablé                       | 4-2          | Poiré-sur-Vie VF                     |
| AS Évry                        | 2-0          | AS Moulins                           |
| ES Villers Outréaux            | 2-0          | RC La Chapelle St.Luc                |
| ASOA Valence                   | 2-0 nv       | AC Arles-Avignon                     |
| USM Saran                      | 3-2          | FCS Brétigny                         |
| SC Feignies                    | 3-2 nv       | Olympique Saint-Quentin              |
| ES Saint-Gratien               | 2-1          | RC Lens                              |
| SC Schiltigheim                | 2-1          | SR Saint-Dié                         |
| TVEC Les Sables d'Olonne       | 2-1 nv       | GSI Pontivy                          |
| US Saint Vit                   | 2-1 nv       | SC Dinsheim                          |
| USL Dunkerque                  | 1-0          | FC Rouen                             |
| Stade Le Portel                | 1-0          | FC Dieppe                            |
| FC Toulouse Rodéo              | 1-0          | Aurillac FCA                         |
| US Montagnarde                 | 1-1 ns (3-1) | USO Normande Mondeville              |
| FC Bourg de Péage              | 0-0 ns (4-2) | FC Castelnau Le Crès                 |
| ESA Brive                      | 0-0 ns (4-2) | US Luzenac                           |
| US Stade Tampon (Réunion)      | 3-3 ns (2-4) | CSO Amnéville                        |
| FC Les Lilas                   | 1-1 ns (3-5) | UJA Alfortville                      |
| AS Aulnoye                     | 1-1 ns (1-3) | FC Chambly                           |
| AS Domerat                     | 1-1 ns (3-4) | UGA Lyon-Décines                     |
| ES Wasquehal                   | 0-0 ns (2-4) | US Boulogne                          |
| EUGA AS Ardziv                 | 0-0 ns (2-4) | FC Calvi                             |
| CS La Gorgue                   | 0-0 ns (1-2) | US Chantilly                         |
| FC La Seyne-sur-Mer Entente    | 0-8          | SC Bastia                            |
| AS Avrille                     | 0-8          | Fontenay Vendée Foot                 |
| US Gieres                      | 2-9          | Gazélec FCO Ajaccio                  |
| L'Etrat La Tour Sportif        | 0-6          | Grenoble Foot 38                     |
| Stade Olonne-sur-Mer           | 2-7 nv       | Saint Colomban Locminé               |
| Evolucas Lamentin (Guadeloupe) | 0-5          | US Avranches                         |
| Olympique Alès en Cévennes     | 0-5          | AS Monaco                            |
| FCSR Haguenau                  | 1-5 nv       | US Forbach                           |
| Ytrac Football                 | 0-4          | LB Châteauroux                       |

| Thuisclub                    | Uitslag | Uitclub                     |
| ---------------------------- | ------- | --------------------------- |
| AS Ornans                    | 0-4     | US Créteil-Lusitanos        |
| Clermont RC                  | 2-5     | US Quevilly                 |
| US Montélimar                | 1-4     | FC Bourg-Péronnas           |
| Tarbes Pyrénées Football     | 1-4     | Chamois Niort FC            |
| FC Annecy                    | 1-4     | AS Lyon-Duchère             |
| Bourges Football             | 0-3     | FC Istres                   |
| Racing Holtzwihr             | 0-3     | CS Louhans-Cuiseaux         |
| AS Plouhinec                 | 0-3     | Le Mans UC                  |
| AS Sundhoffen                | 0-3     | FC Montceau-Bourgogne 71    |
| FC Yutz                      | 0-3     | Paris FC                    |
| Amiens AC                    | 1-3     | Le Havre AC                 |
| Saint Avold et Naborienne    | 1-3     | AS Prix lès Mézières        |
| US Tregunc                   | 1-3     | TA Rennes                   |
| ES Rachais                   | 1-3     | SA Thiers                   |
| JS Longuenesse               | 1-3 nv  | Calais RUFC                 |
| US Le Bouscat                | 1-3 nv  | FC Nantes                   |
| Sarlat Marcillac FC          | 0-2     | ES Mont-de-Marsan           |
| CS Feytiat                   | 0-2     | US Orléans                  |
| Adamswiller AV ASI           | 0-2     | Stade Reims                 |
| ES Nouaille                  | 0-2     | ES Troyes AC                |
| FC La Grande-Motte           | 0-2     | FC La Tour-Saint-Clair      |
| US Larmor-Plage              | 0-2 nv  | Les Herbiers VF             |
| SF Verdun Belleville         | 0-2 nv  | RC Strasbourg               |
| US Chaurnay                  | 2-3     | AS Cherbourg                |
| OC Cesson                    | 2-3 nv  | AS Vitré                    |
| RC Rannée La Guerche-Drouges | 1-2     | SCO Angers                  |
| US Saint-Malo                | 1-2     | EA Guingamp                 |
| RC La Flèche                 | 1-2     | Limoges FC                  |
| AS Tefana (Frans-Polynesië)  | 1-2     | Red Star Paris              |
| US Alençon                   | 1-2 nv  | US Changé                   |
| US Feurs                     | 1-2 nv  | Clermont Foot Auvergne      |
| Auch Football                | 0-1     | Aviron Bayonne              |
| Vallée de la Gresse FC       | 0-1     | Chamalières FC              |
| FC Aubagne                   | 0-1     | Étoile Fréjus Saint-Raphaël |
| RS Magny                     | 0-1     | JF Jarville                 |
| AS Chataigneraie             | 0-1     | Vendée Luçon Football       |
| OSA Aire-sur-la-Lys          | 0-1     | AS Marck                    |
| JS Cugnaux                   | 0-1     | Perpignan Canet FC          |
| UF Mâcon                     | 0-1     | CS Sedan Ardennes           |
| CS Avion                     | 0-1     | Tours FC                    |
| La Suze-sur-Sarthe FC        | 0-1 nv  | Stade Laval                 |
| AS Belfort Sud               | 0-1 nv  | FC Mulhouse                 |
| Marseille ASCJ Félix Pyat    | 0-1 nv  | ES Uzès Pont du Gard        |
| AGL Fougères                 | 0-1 nv  | Vannes OC                   |

### Achtste ronde
De wedstrijden werden op 9, 10, 11 en 12 december gespeeld.
| Thuisclub                | Uitslag      | Uitclub                |
| ------------------------ | ------------ | ---------------------- |
| FC Sablé                 | 4-1          | FC Vitré               |
| Gazélec FCO Ajaccio      | 3-0          | FC Calvi               |
| SA Thiers                | 4-2          | Fontenay Vendée Foot   |
| US Avranches             | 3-1          | Les Herbiers VF        |
| FC Versailles            | 2-0          | UJA Alfortville        |
| Chamois Niort FC         | 3-2          | Aviron Bayonne         |
| ASOA Valence             | 3-2 nv       | Grenoble Foot 38       |
| AFC Compiègne            | 2-1          | USL Dunkerque          |
| AS Marck                 | 2-1          | Stade Reims            |
| Saint Colomban Locminé   | 2-1 nv       | Vannes OC              |
| FC Montceau-Bourgogne 71 | 1-0          | ES Uzès Pont du Gard   |
| Le Mans UC               | 1-0          | EA Guingamp            |
| US Chantilly             | 1-0          | Stade Le Portel        |
| US Orléans               | 1-0          | US Ivry                |
| Vendée Luçon Football    | 1-0          | FC Trélissac           |
| AS Prix lès Mézières     | 1-0 nv       | SC Schiltigheim        |
| TA Rennes                | 2-2 ns (4-3) | FC Nantes              |
| US Raon L'Etape          | 3-3 ns (2-4) | ES Troyes AC           |
| FC Beaune                | 2-2 ns (0-3) | FC Mulhouse            |
| SC Feignies              | 1-1 ns (0-3) | US Quevilly            |
| AS Évry                  | 1-1 ns (3-4) | JA Drancy              |
| ES Mont-de-Marsan        | 0-0 ns (4-5) | Clermont Foot Auvergne |

| Thuisclub                | Uitslag | Uitclub                     |
| ------------------------ | ------- | --------------------------- |
| UGA Lyon-Décines         | 0-6     | FC Istres                   |
| Chamalières FC           | 0-6     | LB Châteauroux              |
| JF Jarville              | 0-4     | CS Sedan Ardennes           |
| CS Louhans-Cuiseaux      | 0-4     | SC Bastia                   |
| US Saint Vit             | 0-3     | FC Bourg-Péronnas           |
| Paris FC                 | 0-3     | US Boulogne                 |
| ES Villers Outréaux      | 2-4     | US Créteil-Lusitanos        |
| FC Bourg de Péage        | 1-3     | AS Lyon-Duchère             |
| Perpignan Canet FC       | 1-3     | Étoile Fréjus Saint-Raphaël |
| FC La Tour-Saint-Clair   | 0-2     | AS Monaco                   |
| Arras Football           | 0-2     | FC Chambly                  |
| ES Saint-Gratien         | 0-2     | Stade Laval                 |
| TVEC Les Sables d'Olonne | 2-3     | AS Vitré                    |
| CSO Amnéville            | 2-3     | FC Metz                     |
| USM Saran                | 1-2     | AS Cherbourg                |
| FC Toulouse Rodéo        | 1-2     | Limoges FC                  |
| Calais RUFC              | 1-2     | SCO Angers                  |
| US Gravelines            | 1-2 nv  | Le Havre AC                 |
| US Changé                | 1-2 nv  | US Montagnarde              |
| CA Pontarlier            | 0-1     | RC Strasbourg               |
| US Forbach               | 0-1     | Red Star Paris              |
| ESA Brive                | 0-1     | Tours FC                    |

### Negende ronde
De negende ronde was de 1/32 finale. In deze ronde stroomden de 20 clubs van de Ligue 1 in. De wedstrijden werden op 6, 7, 8 en 9 januari gespeeld.
| Thuisclub             | Uitslag      | Uitclub                  |
| --------------------- | ------------ | ------------------------ |
| SC Bastia             | 4-1          | FC Sochaux-Montbéliard   |
| Stade Rennes          | 3-0          | AS Nancy                 |
| Chamois Niort FC      | 2-0          | Stade Brest              |
| Le Havre AC           | 4-3          | FC Lorient               |
| SCO Angers            | 4-3          | AS Monaco                |
| AFC Compiègne         | 2-1 nv       | US Montagnarde           |
| FC Bourg-Péronnas     | 2-1 nv       | FC Montceau-Bourgogne 71 |
| Vendée Luçon Football | 2-1          | US Avranches             |
| Gazélec FCO Ajaccio   | 1-0          | Toulouse FC              |
| Limoges FC            | 1-0          | US Boulogne              |
| FC Sablé              | 3-3 ns (4-2) | CS Sedan Ardennes        |
| JA Drancy             | 3-3 ns (4-2) | RC Strasbourg            |
| ASOA Valence          | 1-1 ns (7-6) | Stade Laval              |
| US Orléans            | 0-0 ns (5-3) | Clermont Foot Auvergne   |
| FC Metz               | 2-2 ns (3-5) | Évian Thonon Gaillard FC |
| AS Saint-Étienne      | 1-1 ns (2-4) | Girondins Bordeaux       |

| Thuisclub                   | Uitslag      | Uitclub              |
| --------------------------- | ------------ | -------------------- |
| TA Rennes                   | 0-0 ns (4-5) | US Quevilly          |
| US Chantilly                | 0-6          | OSC Lille            |
| Red Star Paris              | 0-5          | Olympique Marseille  |
| FC Versailles               | 1-5          | Dijon FCO            |
| AS Prix lès Mézières        | 0-4          | Montpellier HSC      |
| SA Thiers                   | 1-4          | FC Istres            |
| Étoile Fréjus Saint-Raphaël | 0-3          | AC Ajaccio           |
| SM Caen                     | 2-4 nv       | ES Troyes AC         |
| AS Lyon-Duchère             | 1-3          | Olympique Lyon       |
| FC Mulhouse                 | 1-3          | US Créteil-Lusitanos |
| AS Marck                    | 0-2          | OGC Nice             |
| Le Mans UC                  | 0-2          | Valenciennes FC      |
| AS Cherbourg                | 1-2          | LB Châteauroux       |
| Saint Colomban Locminé      | 1-2          | Paris Saint-Germain  |
| AS Vitré                    | 1-2          | Tours FC             |
| FC Chambly                  | 0-1 nv       | AJ Auxerre           |

### Tiende ronde
De tiende ronde is de 1/16 finale en de wedstrijden werden op 21, 22 en 23 januari gespeeld.
| Thuisclub            | Uitslag      | Uitclub            |
| -------------------- | ------------ | ------------------ |
| Valenciennes FC      | 3-1          | SC Bastia          |
| Olympique Marseille  | 3-1 nv       | Le Havre AC        |
| FC Bourg-Péronnas    | 3-2 nv       | AC Ajaccio         |
| Dijon FCO            | 2-1          | FC Istres          |
| US Quevilly          | 1-0          | SCO Angers         |
| Gazélec FCO Ajaccio  | 1-0          | ES Troyes AC       |
| US Créteil-Lusitanos | 2-2 ns (3-4) | Girondins Bordeaux |
| OGC Nice             | 0-0 ns (4-5) | Stade Rennes       |

| Thuisclub             | Uitslag | Uitclub                  |
| --------------------- | ------- | ------------------------ |
| FC Sablé              | 0-4     | Paris Saint-Germain      |
| Limoges FC            | 0-2     | JA Drancy                |
| ASOA Valence          | 0-2     | Évian Thonon Gaillard FC |
| Vendée Luçon Football | 0-2     | Olympique Lyon           |
| AJ Auxerre            | 1-2     | LB Châteauroux           |
| Chamois Niort FC      | 1-2     | US Orléans               |
| Tours FC              | 0-1     | Montpellier HSC          |
| AFC Compiègne         | 0-1 nv  | OSC Lille                |

### Elfde ronde
De elfde ronde was de 1/8 finale en de wedstrijden werden op 7 en 8 februari. Drie wedstrijden werden in eerste instantie afgelast en deze werden op 15 (Dijon - PSG en Bourg Péronnas - Marseille) en 21 (Quevilly - Orléans) februari gespeeld.
| Thuisclub           | Uitslag | Uitclub                  |
| ------------------- | ------- | ------------------------ |
| Olympique Lyon      | 3-1 nv  | Girondins Bordeaux       |
| Gazélec FCO Ajaccio | 2-0     | JA Drancy                |
| US Quevilly         | 2-0 nv  | US Orléans               |
| Stade Rennes        | 3-2     | Évian Thonon Gaillard FC |

| Thuisclub         | Uitslag | Uitclub             |
| ----------------- | ------- | ------------------- |
| Valenciennes FC   | 2-1     | OSC Lille           |
| FC Bourg-Péronnas | 1-3 *   | Olympique Marseille |
| LB Châteauroux    | 0-2     | Montpellier HSC     |
| Dijon FCO         | 0-1     | Paris Saint-Germain |

### Kwartfinale
De wedstrijden werden op 20 en 21 maart gespeeld.
| Thuisclub           | Uitslag | Uitclub             |
| ------------------- | ------- | ------------------- |
| Gazélec FCO Ajaccio | 1-0     | Montpellier HSC     |
| US Quevilly *       | 3-2 nv  | Olympique Marseille |
| Paris Saint-Germain | 1-3     | Olympique Lyon      |
| Valenciennes FC     | 1-3     | Stade Rennes        |

* thuiswedstrijd in Caen

### Halve finale
De wedstrijden werden op 10 en 11 april gespeeld.
| Thuisclub           | Uitslag | Uitclub        |
| ------------------- | ------- | -------------- |
| Gazélec FCO Ajaccio | 0-4     | Olympique Lyon |
| US Quevilly *       | 2-1     | Stade Rennes   |

* thuiswedstrijd in Caen

### Finale
De wedstrijd werd op zaterdag 28 april 2012 gespeeld in het Stade de France in Saint-Denis.
| Winnaar            | Uitslag | Finalist    |
| ------------------ | ------- | ----------- |
| Olympique Lyon     | 1-0     | US Quevilly |
| Lisandro López '28 | 1-0     |             |